# گلیکوسیامین
گلیکوسیامین (به انگلیسی: Glycocyamine) با فرمول شیمیایی C۳H۷N۳O۲ یک ترکیب شیمیایی با شناسه پاب‌کم ۷۶۳ است. که جرم مولی آن ۱۱۷٫۱۱ g/mol می‌باشد. 